# 肖普斯基灣

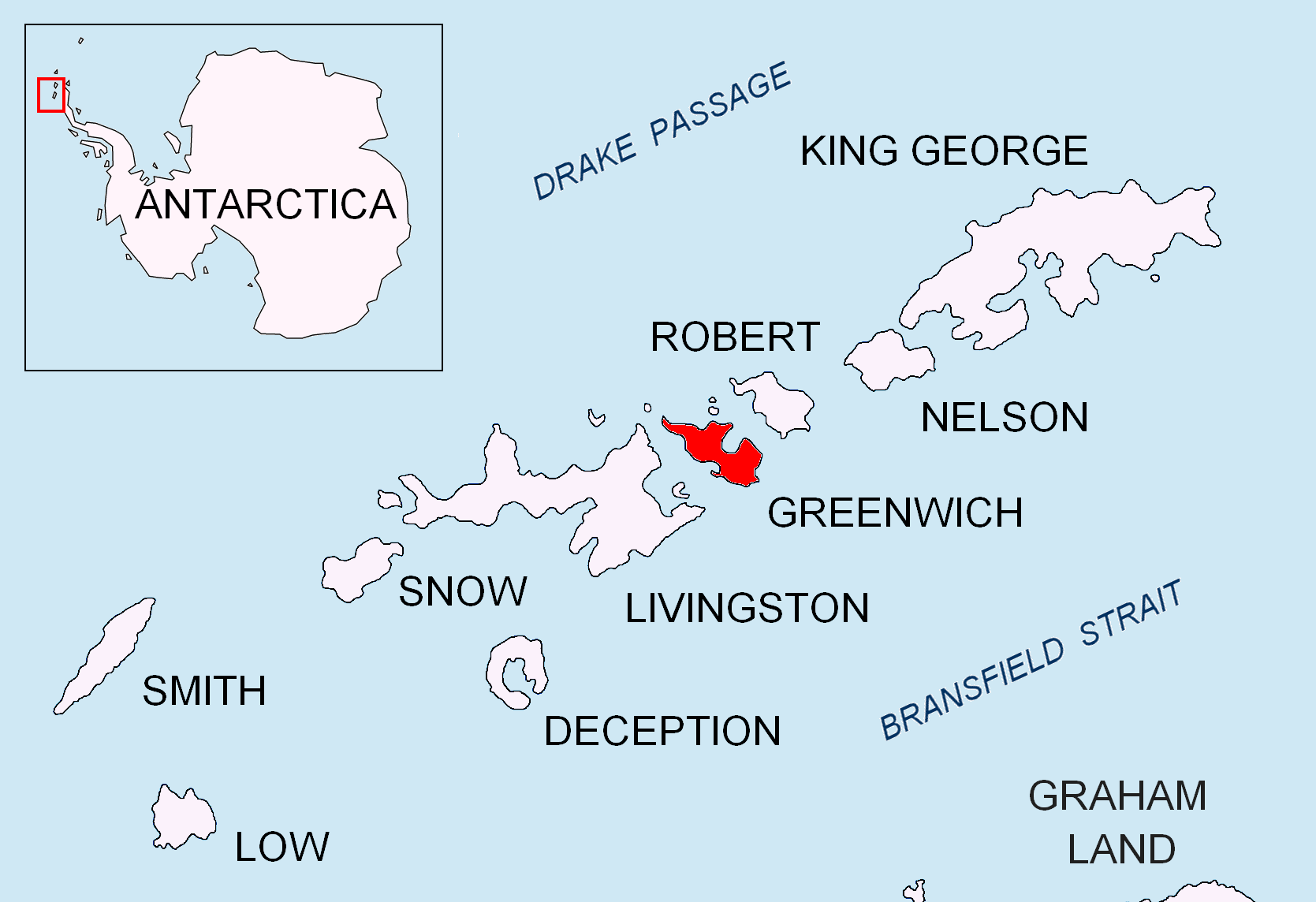

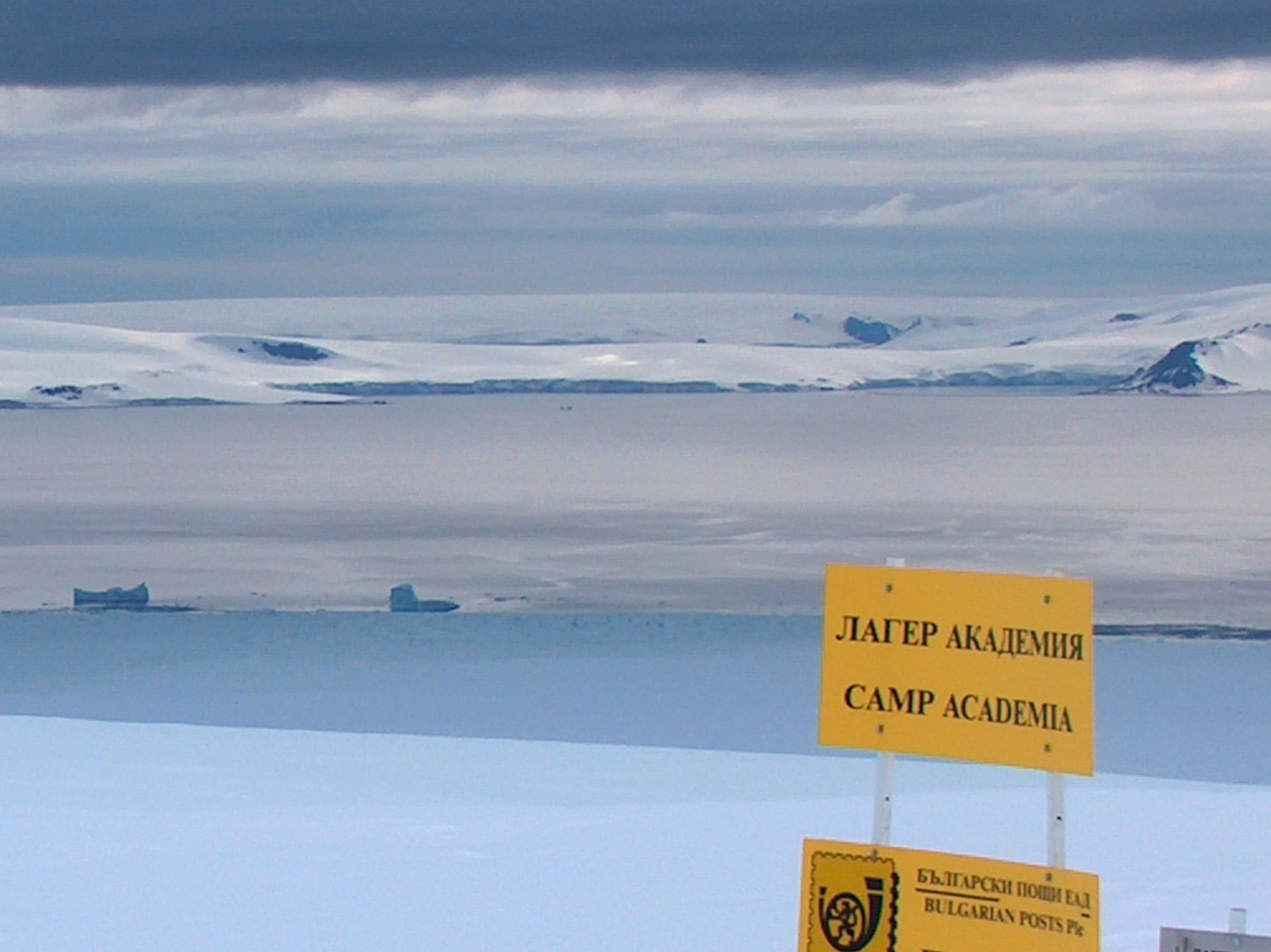

肖普斯基灣（英語：Shopski Cove）是南極洲的海灣，位於南設得蘭群島的格林尼治島西南岸，長1.9公里、寬2.6公里，以保加利亞西部地區命名，現時由南極條約體系管理。